# Johannes Steininger (Geologe)

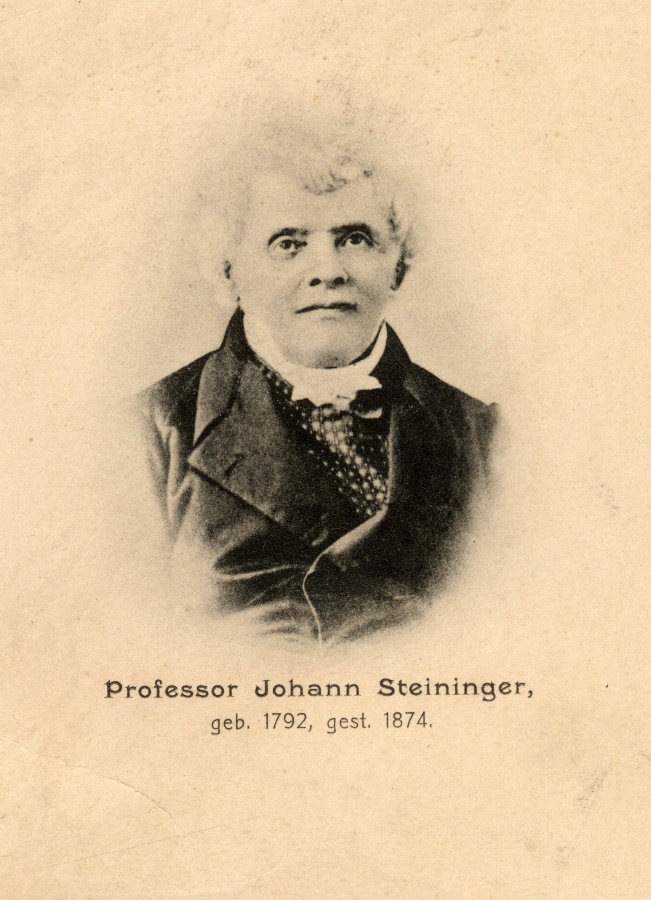
Johannes Steininger (1792–1874)

Johannes (Johann) Steininger (* 10. Januar 1794 in St. Wendel; † 11. Oktober 1874 in Trier) war ein deutscher Gymnasiallehrer, Geologe und Historiker.

## Berufslaufbahn
Steininger besuchte nach entsprechender Vorbereitung durch Privatunterricht ab 1806 die Sekundarschule in Trier und erwarb bereits im Alter von 14 Jahren das Diplom als bachelier-en-lettres. Auf elterlichen Wunsch studierte er anfänglich Philosophie und Theologie am Priesterseminar in Trier (1809–1813), wandte sich dann aber den Wissenschaften zu und nahm in Paris das Studium der Mathematik, Physik und Naturwissenschaften auf. Am 20. Oktober 1815 trat er als Lehrer seinen Dienst am Trierer Gymnasium an, wo er Mathematik und Naturwissenschaften unterrichtete. Am 26. Juni 1848 wurde er wegen seiner Leistungen zum Professor ernannt. Offiziell pensioniert wurde Steininger, der seit 1855 infolge eines Augenleidens keine amtlichen Funktionen mehr verrichten konnte, am 22. Dezember 1856. Am 1. April 1857 schied er definitiv aus dem Schuldienst aus. Zu seinen Schülern haben der spätere Trierer Bischof Matthias Eberhard wie auch die in Trier geborenen und aufgewachsenen Karl Marx und Edgar von Westphalen gehört.
Steininger, einem Bruder des Trierer Domherren Richard Maria Steininger, wurde vorgeworfen, dass er seit Beginn seiner Tätigkeit in Trier am Christentum rüttele, „wodurch mancher Jüngling den Glauben verliert“. Das Provinzialschulkollegium bezweifelte am 25. Januar 1834 seine „vaterländische Gesinnung“. Er war befreundet mit Thomas Simon, mit dem er gemeinsam das Priesterseminar besucht hatte und der anlässlich der Pensionierung Steiningers eine Festschrift veröffentlichte.

## Forschungstätigkeit
Steininger war ein vielseitig interessierter Mensch, der sich neben der Geologie auch mit anderen Naturwissenschaften sowie mit Geschichte und Philosophie beschäftigt hat.
1817 wurde Steininger, der in seiner Freizeit geologische Forschungsarbeit betrieb, Mitglied der Gesellschaft für nützliche Forschungen zu Trier. In der Folgezeit unternahm er in den Schulferien geologische Studienreisen, die ihn insbesondere in die Eifel, nach Belgien, Luxemburg und Frankreich führten und ihren Niederschlag in einer Reihe von geologischen und paläontologischen Veröffentlichungen fanden. Zu den von ihm entdeckten und erstmals beschriebenen fossilen Tierarten zählt beispielsweise Spirifera primaeva Steininger, 1853, eine Brachiopoden-Art, deren heutiger Name Acrospirifer primaevus (Steininger, 1853) ist.
Während einer Forschungsreise in das Saar-Nahegebiet 1841 beschrieb Steininger das „doleritische Trappgestein“ des Schaumberges bei Tholey/Saar als Tholeiit. Das gab in der Folgezeit dem häufigsten Gestein der Erdkruste, den Basalten der Mittelozeanischen Rücken (= „MOR-Basalte“ oder „MORB“) seinen petrographischen Fachnamen.
Inzwischen konnte Dieter Jung 1958 Unterschiede zwischen dem Gestein der Typuslokalität und den „MORB“ feststellen. Die „MORB“ sollten daher korrekter als „tholeiitische Basalte“ bezeichnet werden.
Für seine Arbeit mit dem Titel Essai d'une description géognostique du Grand-Duché de Luxembourg trug Steininger, der Französisch wie seine Muttersprache beherrschte, im Jahre 1828 den ersten Preis in einem Wettbewerb der belgischen Akademie der Wissenschaften, dessen Thema die Geologie Luxemburgs gewesen war, davon. In dieser Arbeit hat er die Bezeichnung grès de Luxembourg (Luxemburger Sandstein) für die bekannte Sandsteinformation des oberen Hettangium (Unterjura) in Luxemburg geprägt.
Steininger führte als erster den Eifler Mundartnamen Maar als Fachbegriff in die geologische Literatur ein. Kein Geringerer als Alexander von Humboldt, der Steiningers Vulkanforschungen bereits 1827/28 in einer Vorlesung erwähnt und ihn freilich im August 1853 gegenüber Christian Gottfried Ehrenberg einen Querkopf genannt hatte, übernahm den Terminus unter Bezug die Geognostische Beschreibung der Eifel; er fügte anerkennend hinzu, seine [d. i. Steiningers] früheste verdienstliche Arbeit, »die erloschenen Vulkane in der Eifel und am Nieder-Rhein«, ist von 1820.
Maar (englisch dto.) wurde zum weltweit gültigen geologischen Fachbegriff für diesen monogenetischen Vulkanbau, der bei einer Explosion entstanden ist, die durch das Zusammentreffen von Grundwasser mit meist basischem Magma ausgelöst wurde. Die beim Maarausbruch ausgeworfenen pyroklastischen Gesteine sind meist nebengesteinsreich.

## Ehrungen, Auszeichnungen, Würdigungen
- 1848 Ernennung zum Professor
- Wahl zum Mitglied der Niederrheinischen Gesellschaft für Natur- und Heilkunde
- Wahl zum Mitglied der Senckenbergischen Gesellschaft
- Wahl zum Mitglied der Naturforschenden Gesellschaft zu Halle
- Ernennung zum Assessor der Mineralogischen Societät zu Jena

## Familie
Am 10. Juli 1826 heiratete Steininger in Wadern die von dort stammende Anna Maria Margaretha Klauck (* 27. Dezember 1801), Tochter eines Steuereinnehmers. Am 2. Mai 1828 gebar sie einen Sohn, der sogleich verstarb, die erst 26-jährige Mutter folgte ihrem Kind noch an demselben Tag in den Tod.

## Nachleben
Die Geburtsstadt Steiningers, St. Wendel, benannte eine kleine Straße in der Kernstadt direkt neben der Wendalinusbasilika nach ihm „Steiningers Gäßchen“.

## Werke

### Geologie

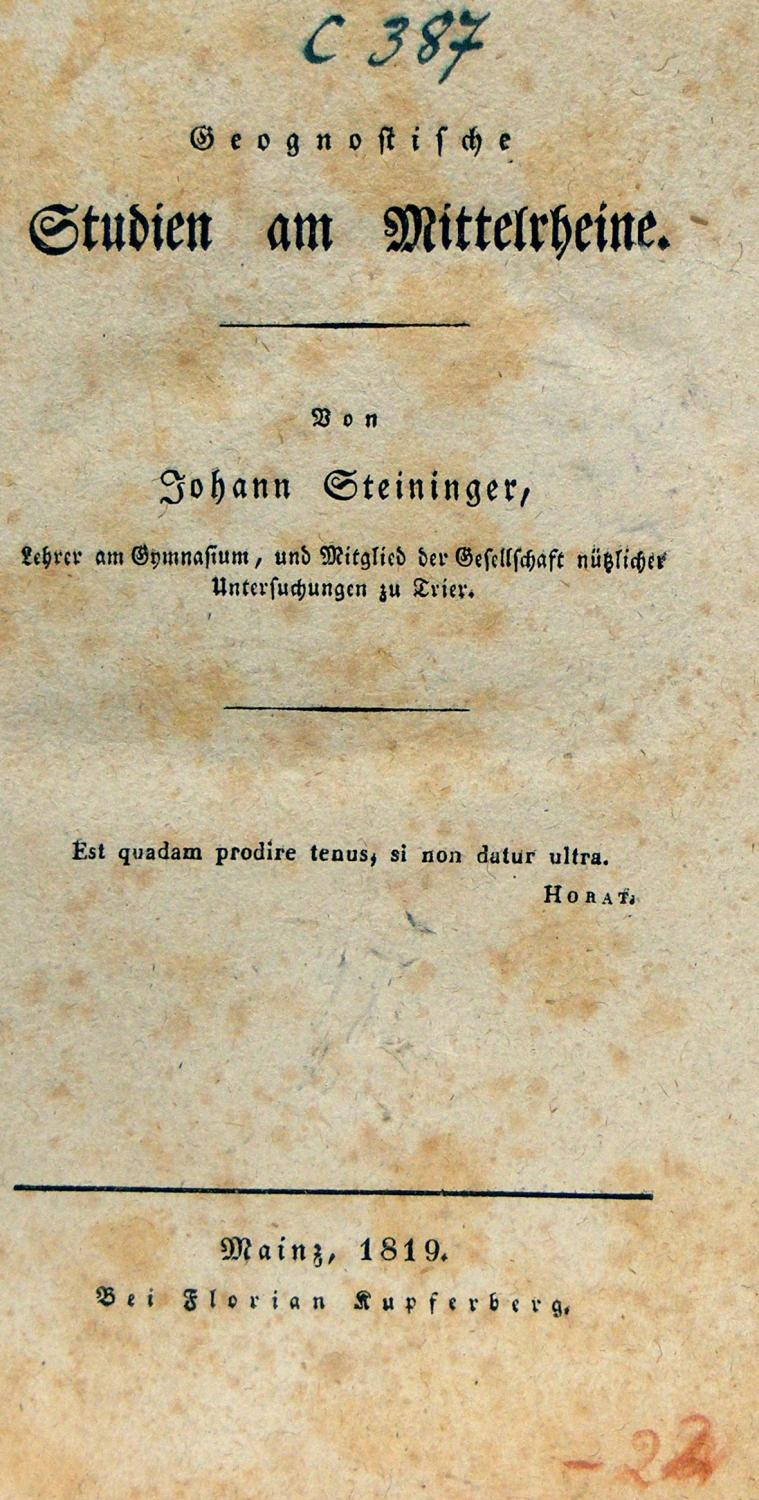
Johannes Steininger : Geognostische Studien am Mittelrheine. 1819 Titelblatt

- Geognostische Studien am Mittelrheine. Florian Kupferberg, Mainz 1819. doi:10.3931/e-rara-64905.
- Die erloschenen Vulkane in der Eifel und am Niederrhein. Florian Kupferberg, Mainz 1820. doi:10.3931/e-rara-35610.
- Neue Beiträge zur Geschichte der rheinischen Vulkane. Florian Kupferberg, Mainz 1821. urn:nbn:de:0128-1-9712.
- Gebirgskarte der Länder zwischen dem Rheine und der Maas. Florian Kupferberg, Mainz 1822. doi:10.3931/e-rara-35470.
- Die erloschenen Vulkane in Südfrankreich. Florian Kupferberg, Mainz 1823. doi:10.3931/e-rara-65114.
- Bemerkungen über die Eifel und die Auvergne. Florian Kupferberg, Mainz 1824 (online bei Google Books).
- Untersuchungen über die salzführenden Gebiete in Lothringen. In: Hertha. Zeitschrift für Erd-, Völker- und Staatenkunde 5 (1826), S. 239–285 (online bei Google Books).
- Essai d'une description géognostique du Grand-Duché de Luxembourg. In: Mémoires couronnés en 1828 de l'Académie Royale des Sciences et Belles-Lettres de Bruxelles 7 (1829), S. 21–88 (online bei Google Books).
- Bemerkungen über die Versteinerungen, welche in dem Uebergangs-Kalkgebirge der Eifel gefunden werden (Gymnasial-Programm). Trier 1831. urn:nbn:de:0128-1-40996.
- Observations sur les fossiles du calcaire intermédiaire de l'Eifel. Aus dem Deutschen übersetzt von Jean Domnando. In: Mémoires de la Société géologique de France 1 (1833/34), S. 331–371, pl. 20–23 (online bei Google Books).
- Sur une nouvelle Encrine (Halocrinites) et une Hélice de l'Eifel. In: Bulletin de la Société géologique de France Ser. 1 Bd. 6 (1835), S. 169–170, Abb. 11 und 12 (online bei Biodiversity Heritage Library).[21]
- Note présentée dans la séance du 8 mai 1837 de la Société Géologique de France, avec les dessins de deux pétrifications nouvelles (Lichas antiquus, Haplocrinites sphaeroideus), et avec une remarque sur des dents d'ours fossiles trouvées dans la caverne de Buchenloch près de Gerolstein. In: Bulletin de la Société géologique de France Ser. 1. Bd. 8 (1836/37), S. 230–232 (online bei Biodiversity Heritage Library).
- Halocrinites pyramidalis , Sculellis pelvinaribus et Costalibus laevibus; Articulis brachiorum duodecim. In: Bulletin de la Société géologique de France Ser. 1 Bd. 9 (1837/38), S. 295 mit Abb. (online bei Biodiversity Heritage Library).
- Geognostische Beschreibung des Landes zwischen der untern Saar und dem Rheine. Lintz'sche Buchhandlung, Trier 1840 urn:nbn:de:bvb:12-bsb10226437-2.
- Atlas zu der Geognostischen Beschreibung des Landes zwischen der untern Saar und dem Rheine. Lintz'sche Buchhandlung, Trier 1840. doi:10.3931/e-rara-73624.
- Geognostische Beschreibung des Landes zwischen der untern Saar und dem Rheine. Nachträge mit 5 Petrefacten-Zeichnungen. Lintz'sche Buchhandlung, Trier 1841 (online bei Google Books).
- Die Versteinerungen des Uebergangs-Gebirges der Eifel. In: Jahresbericht über den Schul-Cursus 1848/49 an dem Gymnasium zu Trier. Fr. Lintz, Trier 1849, S. 1–50 (online bei Universitäts- und Landesbibliothek Düsseldorf).
- Geognostische Beschreibung der Eifel. Fr. Lintz'sche Buchhandlung, Trier 1853 (online bei Biodiversity Heritage Library).

### Geschichte
- Die Ruinen am Altthore zu Trier, gewöhnlich die Römischen Bäder genannt. Trier 1835, Lintz, 50 S.
- Bemerkungen zur Geschichte des Domes. (Progr. Gymn.). Trier 1839, Lintz, 17 S. (Digitalisat)
- Geschichte der Trevirer unter Herrschaft der Römer. Fr. Lintz, Trier 1845 online
- Geschichte der Trevirer unter der Herrschaft der Franken. Trier 1850, Lintz, 160 S.

### Philosophie
- Examen critique de la philosophie allemande, depuis Kant jusqu' à nos jours. Fr. Lintz, Trier 1845 (online bei Google Books).

### Physik
- Bemerkungen zu dem Foucault'schen Pendel-Versuche. (Progr. Gymn.). Trier 1855, Lintz, 16 S. (Programm womit zu der öffentlichen Prüfung und dem Rede-Act der Schüler des Gymnasiums zu Trier und zu der Schlussfeierlichkeit den 30. und 31. August 1855 ergebenst einladet Dr. V. Loers, Director und Professor : 1) Bemerkungen zu dem Foucault'schen Pendel-Versuche. Von Hrn. Professor Steininger. - Trier: Buchdruckerei von Fr. Lintz, 1855. - 34 S.) (Digitalisat)